# Hallunda (Stockholms tunnelbana)
Hallunda ist eine oberirdische Station der Stockholmer U-Bahn. Sie befindet sich im Stadtteil Eriksberg der Gemeinde Botkyrka. Die Station wird von der Röda linjen des Stockholmer U-Bahn-Systems bedient. Sie zählt zu den eher mäßig frequentierten Stationen des U-Bahn-Netzes. An einem normalen Werktag steigen hier 4.850 Pendler zu und um.
Die Station wurde am 12. Januar 1975 in Betrieb genommen, als der Abschnitt der Röda linjen zwischen Fittja und Norsborg eingeweiht wurde. Die Bahnsteige befinden sich oberirdisch im Einschnitt. Die Station liegt zwischen den Stationen Alby und Norsborg. Bis zum Stockholmer Hauptbahnhof sind es etwa 17,5 km.